# Neorrealismo rosa
El neorrealismo rosa fue una variante de posterior aparición del neorrealismo italiano surgido en la Italia de la posguerra. Después de la muerte de Mussolini y de la caída definitiva del fascismo en Italia, la democracia cristiana se instaló en el poder. La imagen triste, dolorosa y miserable del país que el neorrealismo mostraba al mundo, comienza a no ser del agrado de las nuevas autoridades. Apareció en ese contexto la figura de Renato Castellani, que abrió la vía a la comedia neorrealista,  más conocida como neorrealismo rosa con películas como È primavera (1949) y Due soldi di speranza (1950). 

## Historia
El neorrealismo, consolidado como un nuevo movimiento, se presentaba repleto de posibilidades para aquellos países cinematográficamente pobres o arasados por la Segunda Guerra Mundial. Era un tipo de cine que podía hacerse sin grandes presupuestos, sin actores de renombre, sin estudios y su aparición tuvo gran impacto en el cine internacional. Sin embargo, cuando en 1948 la democracia cristiana se instala en el poder en Italia, la era posbélica del romanticismo antifascista militante es cancelada. En los primeros meses de 1949 se prepara la nueva orientación jurídica del cine italiano, con solo un filme en rodaje en todo el país. Como consecuencia se producen actos de protesta y manifestaciones colectivas organizadas por los cineastas italianos. Descubren entre las intenciones del gobierno: extender el Plan Marshall al sector del cine, conciliado sobre los intereses de los exportadores estadounidenses frente a la mayoría de los productores italianos. Los norteamericanos contemplaban con recelo el gran ascenso del cine italiano y mediante la ayuda económica pretenden ejercer presión. 
El neorrealismo daba una imagen de una Italia decadente, miserable, triste y dolorosa. Ante el impacto que pudieran tener estos documentos sociales en el exterior, el gobierno comenzó a tomar medidas mediante la censura. Se idearon sistemas de protección económica a la producción, con el fin de presionar mediante  la concesión de ayudas discriminadas. A pesar de los esfuerzos, el cine italiano ya tenía un prestigio internacional que le permitía consolidarse como una verdadera potencia industrial. Aparecieron así grandes productoras, como la de Ponti-De Laurentiis (1950). Además, Italia se convirtió en la exportadora de las más famosas estrellas del cine europeo. En este contexto social y político se gestó el paso del «neorrealismo» al «neorrealismo rosa».

## Características
La aparición de este nuevo estilo dentro del neorrealismo italiano marcó la popularización y también la crisis del neorrealismo. Se empieza a abandonar gradualmente el registro testimonial crítico para dar lugar a una dimensión más complaciente. Esta nueva visión se va a centrar en una descripción más simpática de la vida popular, fenómeno acompañado de la relativamente rápida recuperación italiana de los desastres de guerra, consecuencia del «milagro económico europeo».
Este cambio frente al primer estilo neorrealista, vino acompañado por la aparición de un nuevo personaje en la escena cinematográfica italiana: la figura de la "maggiorata". Este término, creado por Alessandro Blasetti para referirse a Gina Lollobrigida, quería definir un modelo de mujer, con un esplendoroso físico, dotada de gran sensualidad carnal y directa, inaugurando una femeneidad cinematográfica natural y saludable, siendo la recusación del ya conocido "star system". Se pueden mencionar como representantes a Silvana Mangano, Silvana Pampanini, Rossana Podestà o Sofia Loren.

## Directores
- Luciano Emmer
- Renato Castellani
- Luigi Zampa
- Dino Risi

## Películas
- È primavera (1949)
- Due soldi di speranza (1950)
- Pan, amor y fantasía (1953)
- París es siempre París (1951)
- Pobres pero bellas (1957)
- Domingo es siempre domingo (1958)